# 波希米亞鎮區 (密歇根州)
波希米亞鎮區（英語：Bohemia Township）是位於美國密歇根州昂托納貢縣的一個行政鎮區。

## 地方資料
波希米亞鎮區的面積為239.00平方千米，當中陸地面積為237.90平方千米，而水域面積為1.10平方千米。根據2020年美國人口普查的數據，當地共有人口75人，而人口密度為每平方千米0.31人。